# Candacia catula
Candacia catula är en kräftdjursart som först beskrevs av Giesbrecht 1889.  Candacia catula ingår i släktet Candacia och familjen Candaciidae. Inga underarter finns listade i Catalogue of Life.